# Бельгия на «Евровидении-2003»
Бельгия участвовала в сорок восьмом выпуске телевизионного конкурса Евровидение-2003, который состоялся 24 мая в Сконто в Риге, Латвия. Страну представлял этно-поп-секстет Urban Trad с песней Sanomi, написанной лидером секстета Ивом Барбьё. Это был первый случай на Евровидении, когда конкурсная песня исполнялась не на естественном языке, а на выдуманном. По итогам голосования Urban Trad заняли второе место из 26, набрав 165 очков. Таким образом, Sanomi стал предшественником бельгийской заявки на Евровидение-2004 1 Life в исполнении певицы Xandee. Конкурс был показан двумя региональными вещателями Бельгии, Radio Télévision Belge de la Communauté Française (RTBF) и  Vlaamse Radio- en Televisieomroeporganisatie (VRT). RTBF транслировало конкурс на канале La Une с комментариями на французском языке Жан-Пьера Готье, а VRT транслировало конкурс на канале VRT 1 с комментариями на голландском языке Андре Вермёлена и Ани Даемс. Глашатаем от Бельгии была Коринн Буланже.

## Предыстория
К моменту участия в конкурсе 2003 года Бельгия принимала участие в Евровидение 44 раза с момента своего дебюта как одна из семи оригинальных стран в первом выпуске 1956 года. За это время страна выигрывала конкурс лишь однажды: в 1986 году с песней J'aime la vie в исполнении Сандры Ким. Бельгия также организовывала Евровидение однажды: в 1987 году во Дворце Столетия в Брюсселе. Страна пропускала конкурс трижды по причине плохих результатов: в 1994, 1997 и 2001 годах. В 2002 году композиция Sister в исполнении группы Sergio & The Ladies заняла 13-е место, набрав 33 очка, что позволило Бельгии принять участие на Евровидение-2003.
Между двумя региональными телекомпаниями RTBF в Валлонии и VRT во Фландрии имеется жребий, согласно которому они по очереди отвечают за организацию выбора бельгийской заявки. До пропуска конкурса 1994 года RTBF отвечало по чётным годам, а VRT - по нечётным. В 1995 году очерёдность поменялась, но спустя три года из-за пропуска 1997 года RTBF снова занялась организацией выбора бельгийской заявки по чётным годам. В 2002 году очерёдность снова поменялась, и RTBF стало отвечать за организацию выбора бельгийской заявки по нечётным годам. Валлонский вещатель использовал как внутренний отбор, так и национальный финал. 18 декабря 2002 года RTBF объявило, что исполнитель и песня будут выбраны внутри телекомпании. Последний раз внутренний отбор использовался вещателем в 1990 году.

## До «Евровидения»

### Внутренний отбор
18 декабря 2002 года RTBF анонсировало, что этно-поп-секстет Urban Trad будет представлять Бельгию на Евровидение в Риге. 31 марта 2003 года в Брюсселе состоялась пресс-конференция, на которой Urban Trad представили песню Sanomi, написанную их лидером Ивом Барбьё. Это был первый случай на Евровидении, когда конкурсная песня исполнялась не на естественном языке, а на выдуманном. В конце марта 2003 года группа сняла клип на Sanomi, премьера которого также состоялась на пресс-конференции. Позже Urban Trad включили Sanomi в свой альбом Kerua в двух версиях: для Евровидения (3 минуты 1 секунда) и полная (4 минуты 7 секунд).

### Разногласия
После объявления участника из Бельгии Служба государственной безопасности Бельгии обнаружила, что один из членов Urban Trad, Соеткин Коллиер, была связана с крайне правыми политическими группами и имела две судимости, связанные с участием в запрещенных протестах. Утверждалось, что Коллиер также присутствовала на памятном мероприятии в честь нацистского лидера Рудольфа Гесса в Антверпене в 1996 году. Под давлением местных политиков RTBF объявило 19 февраля 2003 года, что Коллиер не будет выступать с группой на Евровидении. Соеткин Коллиер решительно отвергла утверждения по поводу своей связи с крайне правыми группировками, а позже в том же году после расследования был сделан вывод, что обвинения были преувеличены и основаны на устаревшей информации.

## На «Евровидении»
Согласно правилам Евровидения, все страны, за исключением тех, кто занял последние пять мест на конкурсе 2002 года, допускались к участию. 29 ноября 2002 года была проведена жеребьёвка по распределению порядка выступлений стран. Бельгия вступала под номером 22, между Латвией и Эстонией. Во время голосования Urban Trad были одними из главных претендентов на победу, наряду с представительницей Турции Сертаб Эренер и представителями России группой t.A.T.u.. По итогам голосования Бельгия заняла второе место со 165 очками, включая максимальные 12 очков от Франции, Испании и Польши. Кроме того, Urban Trad набрали на два очка меньше, чем победительница Евровидение-2003 Сертаб Эренер, но на одно очко больше, чем t.A.T.u. 12 очков бельгийские телезрители присудили стране-победительнице Турции, а России присудили 7 очков. Россия присудила Бельгии 3 очка.

### Голосование
| Очки      | Страна                                                            |
| --------- | ----------------------------------------------------------------- |
| 12 баллов | - Испания - Польша - Франция                                      |
| 10 баллов | - Босния и Герцеговина - Ирландия - Латвия - Нидерланды - Украина |
| 8 баллов  | - Греция - Израиль - Румыния - Эстония                            |
| 7 баллов  | - Исландия - Турция                                               |
| 6 баллов  | - Германия - Португалия                                           |
| 5 баллов  | - Великобритания                                                  |
| 4 балла   | - Австрия                                                         |
| 3 балла   | - Кипр - Норвегия - Россия - Словения                             |
| 2 балла   |                                                                   |
| 1 балл    |                                                                   |

| Очки      | Страна     |
| --------- | ---------- |
| 12 баллов | Турция     |
| 10 баллов | Испания    |
| 8 баллов  | Нидерланды |
| 7 баллов  | Россия     |
| 6 баллов  | Норвегия   |
| 5 баллов  | Польша     |
| 4 балла   | Швеция     |
| 3 балла   | Исландия   |
| 2 балла   | Австрия    |
| 1 балл    | Ирландия   |